# Salt d'aigua Bigăr
El salt d'aigua Bigăr (en romanès Izvorul Bigăr) és una zona protegida (reserva natural de la UICN categoria IV) situada al territori administratiu de Bozovici, al comtat de Caraș-Severin, al sud-oest de Romania.

## Ubicació
El salt d'aigua Bigăr es troba al límit sud-oest del país, al sud de les muntanyes Anina (un grup de muntanyes incloses a les muntanyes del Banat), al comtat de Caraș-Severin, a la part alta del riu Anina, al Parc Nacional Cheile Nerei -Beușnița.

## Descripció
Izvorul Bigăr, amb una superfície de 175,60 ha va ser declarada zona natural protegida per la Llei número 5 del 6 de març de 2000 (publicada al paper oficial romanès número 152 el 12 d'abril de 2000).
La bigăr és una de les cascades més inusuals del món i una de les més boniques de Romania. Segons The World Geography, hi ha una sèrie de fets que la situen com a número u a la llista de vuit cascades úniques a tot el món a causa de la forma en què l'aigua s'estén i cau en petits trossos d'aigua, i també pel fet que es troba exactament al 45è paral·lel nord, al punt mig entre l'equador i el pol nord.

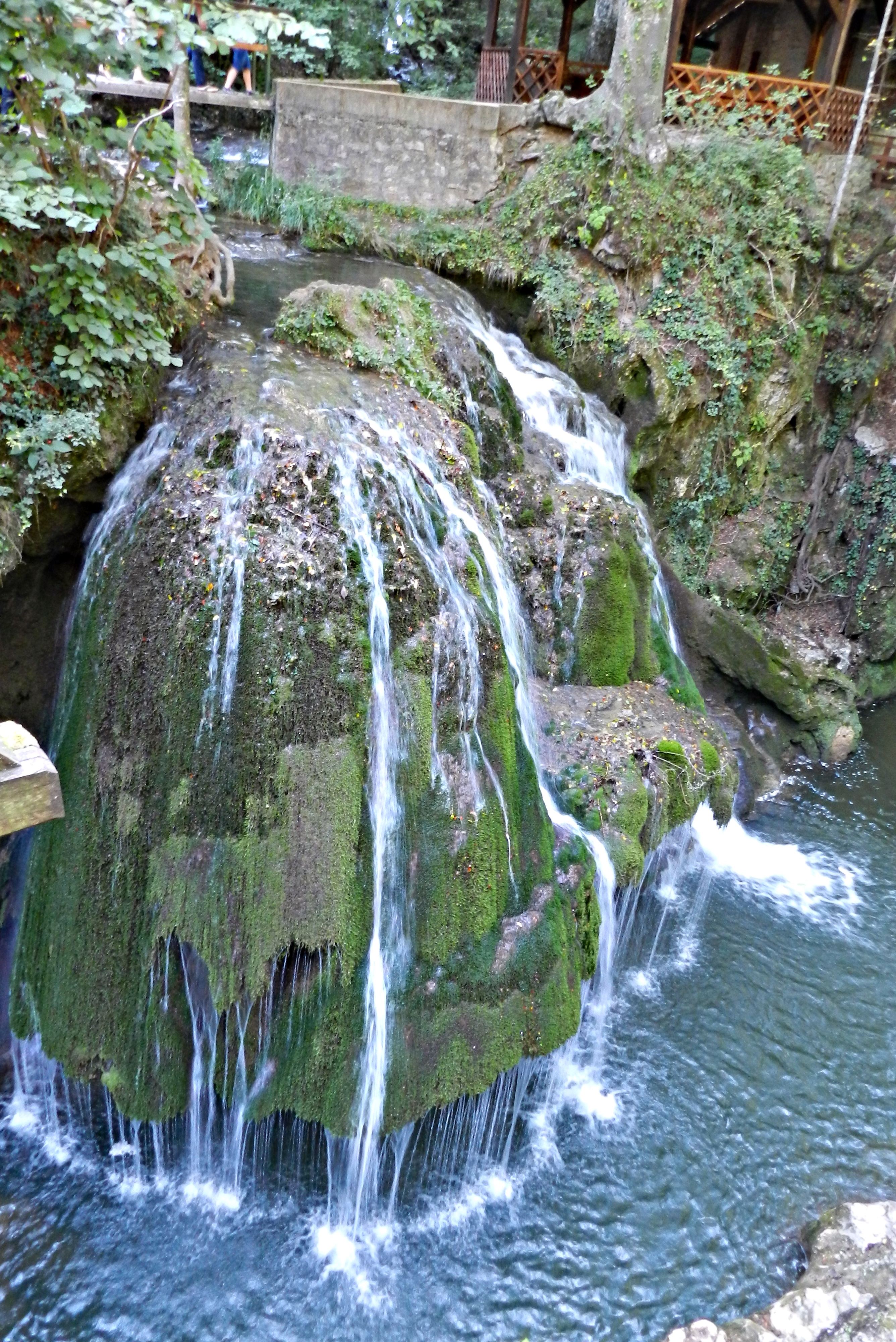
Vista des de dalt
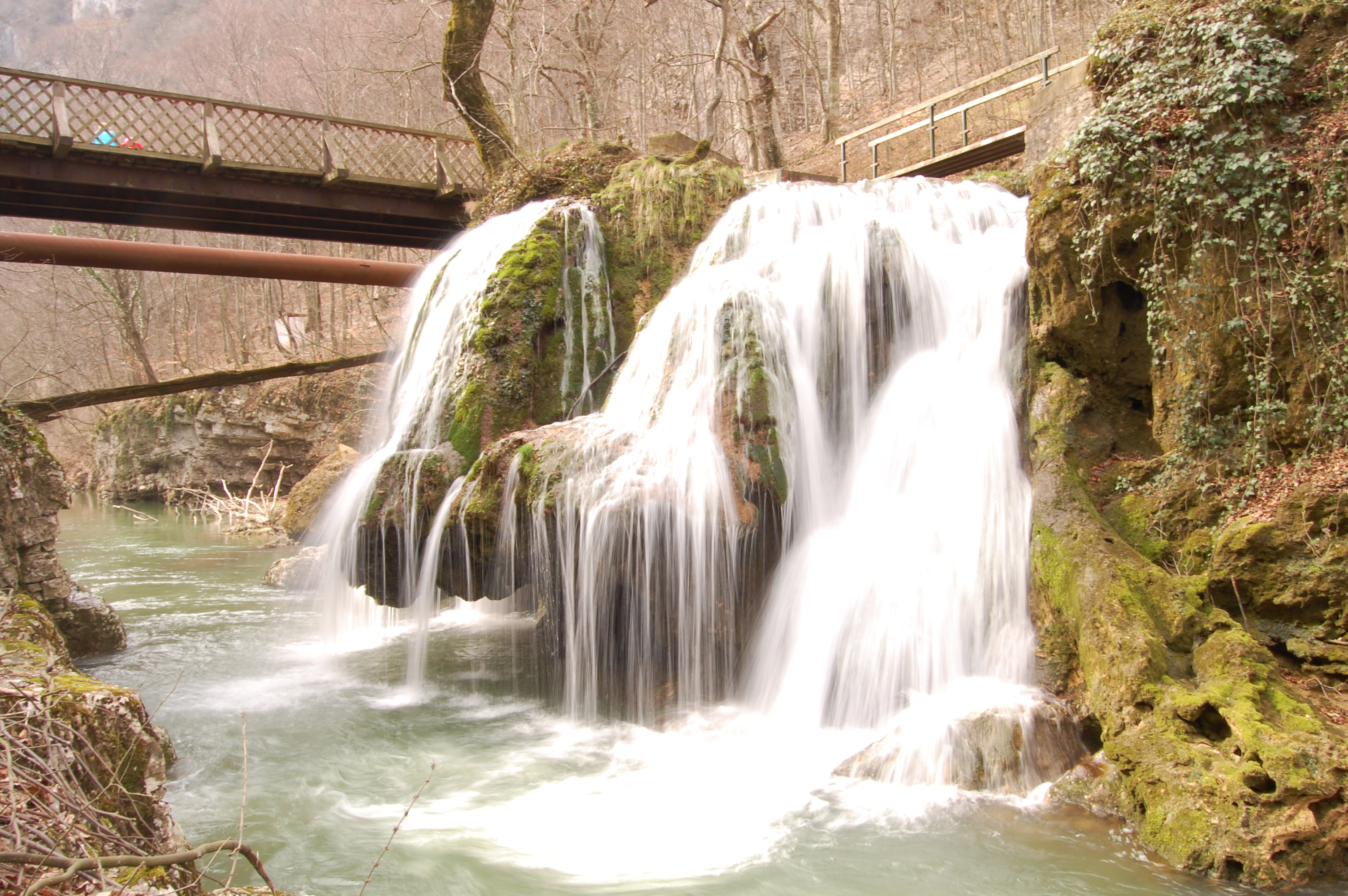
Vista de costat